# Zkouknito.cz
Zkouknito.cz byl český multimediální internetový server pro sdílení filmových souborů a fotografií. Mimo to uživatelům nabízel desítky online televizí a webových kamer z celého světa. Návštěvníci serveru si mohli prohlížet dříve načtená videa a fotografie, ale také vkládat vlastní soubory, které byli dále zpřístupněny ostatním návštěvníkům. Na rozdíl od jiných webových úložišť si nemohli uživatelé soubory stahovat, ale pouze je online sledovat.
Projekt původně s minimálními náklady spravovali dva nadšenci, tehdy měl návštěvnost několik desítek tisíc uživatelů měsíčně; později mezi provozovateli došlo k neshodám a rozešli se. O koupi projektu se jistou dobu zajímal iDNES, nakonec ho za pár desítek tisíc korun koupila firma LimeMedia, která i zbylého provozovatele zaměstnala. V roce 2009 došlo k podstatnému redesignu stránek.

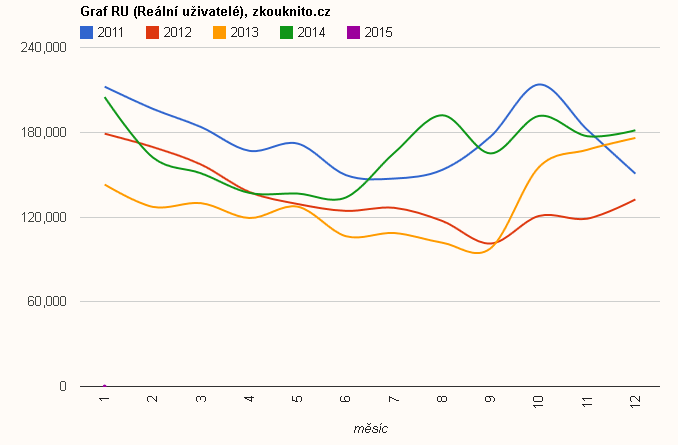
Zkoukni.to, Netmonitor

Podle statistiky NetMonitor se návštěvnost portálu po několika letech mírných propadů v roce 2014 stabilizovala a pohybovala se na hranici 200 000 reálných uživatelů (181 426 v prosinci 2014). V roce 2017 se návštěvnost pohybovala kolem 120 000 až 140 000 měsíčně.
V roce 2023 stránka oznámila, že ukončuje svůj provoz.